# Roger MacBride Allen
Roger MacBride Allen (n. 26 septembrie 1957, Bridgeport, Connecticut, SUA) este un autor american de literatură științifico-fantastică. S-a născut în Bridgeport, Connecticut și a crescut la Washington, DC, absolvind Universitatea Boston în 1979. Tatăl său este istoricul american și autorul Thomas B. Allen. 

## Cărți și serii

### Aliați și extratereștri -- Allies and Aliens
- The Torch of Honor (1985)
- Rogue Powers (1986) 
  - Allies and Aliens (1995) include The Torch of Honor și Rogue Powers

### Hunted Earth
- The Ring of Charon (1990)
- The Shattered Shere (1994)
- The World Falling (TBA)

### Caliban
- Isaac Asimov's Caliban (1993)
- Isaac Asimov's Inferno (1994)
- Isaac Asimov's Utopia (1996)

### Chronicles of Solace
- The Depths of Time (2000)
- The Ocean of Years (2002)
- The Shores of Tomorrow (2003)

### BSI Starside
- BSI Starside: The Cause of Death (2006)
- BSI Starside: Death Sentence (2007)
- BSI Starside: Final Inquiries (2008)

### Corellian(Star Wars)
- Star Wars: Ambush at Corellia (1995)
- Star Wars: Assault at Selonia (1995)
- Star Wars: Showdown at Centerpoint (1995)

### Romane de sine stătătoare
- Orphan of Creation (1988)
- Farside Cannon (1988)
- The War Machine: Crisis of Empire III (1989), cu David Drake
- Orphan of Creation (1991)
- Supernova (1991), cu Eric Kotani
- The Modular Man (1992)

### Istorice
- Time Capsule: The Book of Record (2010) cu Thomas B. Allen
- Mr. Lincoln's High Tech War (2008) cu Thomas B. Allen